# مايك جونز (متسابق دراجات نارية أسترالي)
مايك جونز (بالإنجليزية: Mike Jones)‏ هو متسابق دراجات نارية أسترالي، ولد في 25 فبراير 1994 في بريزبان في أستراليا.

## وصلات خارجية
- مايك جونز على موقع MotoGP.com (الإنجليزية)
- مايك جونز على موقع WorldSBK.com (الإنجليزية)

- الموقع الرسمي